# Bloomsday
Bloomsday är en dag som firas den 16 juni varje år för att hylla James Joyce och hans roman Ulysses. Dagen är uppkallad efter Leopold Bloom, huvudpersonen i romanen vars handling utspelar sig den 16 juni 1904 i Dublin. 
Bloomsday firas av Joycebeundrare i Dublin och på många andra platser i världen med uppläsningar, uppträdanden, dramatiseringar av scener ur romanen och en rad andra evenemang. I Dublin är de mest entusiastiska deltagarna klädda i tidstypiska kläder och uppsöker platserna som skildras i romanen. Det serveras även irländsk frukost och njure, som Leopold Bloom äter i romanen.
Bloomsday (en term som Joyce själv aldrig använde) uppfanns 1954 vid den femtionde årsdagen av händelserna i romanen, när konstnären och kritikern John Ryan och författaren Brian O'Nolan organiserade en dagslång pilgrimsfärd längs rutten för handlingen i Ulysses. De fick sällskap av författaren Patrick Kavanagh, poeten Anthony Cronin och James Joyces kusin Tom Joyce. De läste ur romanen och besökte bland annat  Martello Tower i Sandymount, Leopold Blooms hem på 7 Eccles street (huset revs 1967) och ett flertal pubar. 
Bloomsday firas på flera andra platser i världen. Bland annat i Trieste, där Joyce bodde och skrev delar av romanen och i den ungerska staden Szombathely, som är den fiktiva födelseplatsen för Leopold Blooms far. Även i USA och Australien anordnas det Bloomsdayfirande.